# Belgrade Open 2024 - Qualificazioni singolare
Le qualificazioni del singolare del Belgrade Open 2024 sono state un torneo di tennis preliminare per accedere alla fase finale della manifestazione. I vincitori dell'ultimo turno sono entrati di diritto nel tabellone principale. In caso di ritiro di uno o più giocatori aventi diritto, sono subentrati i lucky loser, ossia i giocatori sconfitti nell'ultimo turno che avevano una classifica più alta rispetto agli altri partecipanti che avevano perso nel turno finale.

## Teste di serie
1. Denis Shapovalov (qualificato)
2. Daniel Altmaier (ritirato)
3. Márton Fucsovics (qualificato)
4. Yannick Hanfmann (primo turno)

1. Damir Džumhur (primo turno)
2. Duje Ajduković (ultimo turno, lucky loser)
3. Thiago Agustín Tirante (ultimo turno)
4. Jozef Kovalík (ultimo turno)

## Qualificati
1. Denis Shapovalov
2. Branko Đurić

1. Márton Fucsovics
2. Lukáš Klein

### Lucky loser
1. Duje Ajduković

## Tabellone

### Legenda
| - Q = Qualificato - WC = Wild card - LL = Lucky loser | - ALT = Alternate - SE = Special Exempt - PR = Protected Ranking | - w/o = Walkover - r = Ritirato - d = Squalificato |

### Sezione 1
|  | Primo turno | Primo turno        | Primo turno        | Primo turno | Primo turno |  |  | Ultimo turno | Ultimo turno     | Ultimo turno     | Ultimo turno | Ultimo turno |  |
|  |             |                    |                    |             |             |  |  |              |                  |                  |              |              |  |
|  | 1           | Denis Shapovalov   | Denis Shapovalov   | 7           | 6           |  |  |              |                  |                  |              |              |  |
|  |             | Constant Lestienne | Constant Lestienne | 64          | 4           |  |  | 1            | Denis Shapovalov | Denis Shapovalov | 6            | 6            |  |
|  |             | Hugo Grenier       | 6                  | 3           | 6           |  |  |              | Hugo Grenier     | Hugo Grenier     | 3            | 4            |  |
|  | 5           | Damir Džumhur      | 3                  | 6           | 3           |  |  |              |                  |                  |              |              |  |

### Sezione 2
|  | Primo turno | Primo turno            | Primo turno            | Primo turno | Primo turno |  |  | Ultimo turno | Ultimo turno           | Ultimo turno | Ultimo turno | Ultimo turno |  |
|  |             |                        |                        |             |             |  |  |              |                        |              |              |              |  |
|  | Alt         | Luka Pavlovic          | 7                      | 3           | 4           |  |  |              |                        |              |              |              |  |
|  | WC          | Branko Đurić           | 6                      | 6           | 6           |  |  | WC           | Branko Đurić           | 62           | 6            | 6            |  |
|  | WC          | Marko Maksimović       | Marko Maksimović       | 67          | 3           |  |  | 7            | Thiago Agustín Tirante | 7            | 2            | 4            |  |
|  | 7           | Thiago Agustín Tirante | Thiago Agustín Tirante | 7           | 6           |  |  |              |                        |              |              |              |  |

### Sezione 3
|  | Primo turno | Primo turno      | Primo turno      | Primo turno | Primo turno |  |  | Ultimo turno | Ultimo turno     | Ultimo turno     | Ultimo turno | Ultimo turno |  |
|  |             |                  |                  |             |             |  |  |              |                  |                  |              |              |  |
|  | 3           | Márton Fucsovics | Márton Fucsovics | 6           | 6           |  |  |              |                  |                  |              |              |  |
|  |             | Aslan Karacev    | Aslan Karacev    | 4           | 1           |  |  | 3            | Márton Fucsovics | Márton Fucsovics | 7            | 6            |  |
|  |             | Marat Šaripov    | Marat Šaripov    | 3           | 4           |  |  | 6            | Duje Ajduković   | Duje Ajduković   | 5            | 3            |  |
|  | 6           | Duje Ajduković   | Duje Ajduković   | 6           | 6           |  |  |              |                  |                  |              |              |  |

### Sezione 4
|  | Primo turno | Primo turno      | Primo turno      | Primo turno | Primo turno |  |  | Ultimo turno | Ultimo turno  | Ultimo turno | Ultimo turno | Ultimo turno |  |
|  |             |                  |                  |             |             |  |  |              |               |              |              |              |  |
|  | 4           | Yannick Hanfmann | Yannick Hanfmann | 4           | 4           |  |  |              |               |              |              |              |  |
|  |             | Lukáš Klein      | Lukáš Klein      | 6           | 6           |  |  |              | Lukáš Klein   | 3            | 6            | 6            |  |
|  |             | Zsombor Piros    | 6                | 3           | 4           |  |  | 8            | Jozef Kovalík | 6            | 3            | 1            |  |
|  | 8           | Jozef Kovalík    | 4                | 6           | 6           |  |  |              |               |              |              |              |  |